# Puy de la Nugère
Der Puy de la Nugère ist ein erloschener Vulkan (Schlackenkegel) im französischen Département Puy-de-Dôme (Region Auvergne-Rhône-Alpes), der zur Chaîne des Puys gehört.

## Geographie
Der Kompositvulkan Puy de la Nugère liegt rund 20 Kilometer nordwestlich von Clermont-Ferrand, auf dem Westteil des Gemeindegebiets von Volvic. Unter den großen Vulkankomplexen der Chaîne des Puys ist er der Nördlichste (es befinden sich jedoch mehrere kleinere, unbedeutendere Vulkanzentren noch weiter nördlich). Er sitzt einer auf 800 Meter Meerhöhe gelegenen Plateaufläche auf und erreicht 994 Meter. Da er recht komplex strukturiert ist – er besteht aus mehreren ineinandergeschachtelten Schlackenkegeln, die auf verschiedene Ausbruchsstadien zurückgehen – nimmt er eine bedeutende Oberfläche ein. Sein Hauptkrater ist 82 Meter tief und nach Osten durchbrochen.

## Geologie

### Einführung
Die Chaîne des Puys ist der jüngste Vulkanbezirk Frankreichs mit typisch alkalinem Intraplattenvulkanismus. Sie kann über 100 Vulkanzentren vorweisen, die über einem gewölbten Horst des variszischen Grundgebirges, dem Plateau des Dômes,  angelegt wurden. Dieses Plateau besteht im Norden aus Rhyolithtuffen des Viséums, weiter im Süden jedoch aus peralkalischen Granitoiden des Oberkarbons sowie migmatitschen Gneisen des frühen Paläozoikums. Es wird im Osten vom Limagnegraben und im Westen vom Graben von Olby (Fossé d’Olby) begrenzt. Die Vulkane sind über eine Distanz von 30 Kilometer in einem 3 bis 4 Kilometer breiten Band in Nord-Süd-Richtung aufgereiht und verlaufen somit parallel zur Randstörung des Limagnegrabens.
Der Vulkanismus setzte zu Beginn der Würm-Eiszeit gegen 100.000 Jahre BP ein und überdauerte bis nahezu 4.000 Jahre BP, wobei der Hauptteil der Vulkanzentren zwischen 13.500 und 7.000 Jahre BP entstand, mit einem Maximum bei 10.000 Jahre BP für die Basalte. Es ist fraglich, ob er mittlerweile vollkommen erloschen ist.
Die geförderten Magmen bilden eine durch fraktionierte Kristallisation differenzierte Magmenserie, die von kaliumreichen Alkalibasalten über Mugearite und Benmoreite (selten) bis hin zu Trachyten und Rhyolithen (selten) reicht. Es wurden insgesamt rund 8 Kubikkilometer an basaltischen Laven sowie 1 bis 2 Kubikkilometer als zähflüssige Lavadome aufgedrungene Trachyderivate gebildet.

### Beschreibung
Der Puy de la Nugère ist ein Kompositvulkan, der sich aus mehreren Aschenringen, strombolianischen Schlackenkegeln, sechs alten Lavaströmen sowie einem erstarrten Lavasee zusammensetzt. Die chemische Zusammensetzung der Laven reicht von Basalten bis hin zu Trachyten.
Der Vulkan besteht aus einem durchbrochenen Krater, der von einem zeitweiligen Lavasee trachyandesitischer Zusammensetzung eingenommen worden war. Dessen abgekühlte Überreste können stellenweise eine Mächtigkeit von bis zu 40 Meter erreichen.
In der Durchbruchszone haben sich vier strombolianische Kegel gebildet, von denen Lavaströme ausgehen. Auf der Ostflanke lassen sich außerdem noch zwei ältere, teils verschüttete Kegel erkennen, die neben Basalt und trachytischen Aschen auch zerrissene Grundgebirgsbruchstücke förderten, welche während einer ersten sehr explosiven Phase ausgeworfen wurden.
Insgesamt waren sechs Lavaströme ausgetreten, die alle über das im Osten gelegene Tal in Richtung Volvic abflossen. Der längste unter ihnen erreichte den Limagnegraben bei Marsat. Die Ströme sind jetzt übereinander gestapelt und werden durch Aschen- und Lapillilagen voneinander getrennt. Ihre maximale Gesamtmächtigkeit wurde mit 184 Meter erbohrt.
Die beiden ältesten sind kompakte, dunkelgraue Trachybasalte. Sie führen bis zu 3 Millimeter groß werdende Phänokristalle von Olivin, Klinopyroxen (Augit) und Plagioklas (Bytownit), ferner Mikrolithen derselben Minerale sowie vulkanisches Glas. Die nächsthöheren beiden Ströme sind recht kompakte graue Basalte, deren Augitphänokristalle eine Größe von bis zu 5 Millimeter erreichen; sie enthalten ebenfalls Phänokristalle von Olivin und Bytownit. Im Mikroskop lassen sich neben Mikrolithen der drei genannten Minerale noch zusätzlich kleine Apatitnadeln erkennen. Phänokristalle und Mikrolithen überragen bei weitem die Glasfraktion. Die beiden Lavaflüsse im Hangenden bestehen aus Trachyandesit und werden im Volksmund als „Andesit von Volvic“ (was streng genommen nicht richtig ist) oder als „Stein von Volvic“ (franz. Pierre de Volvic) bezeichnet. Es handelt sich hier um graue, phänokristallarme Vulkanite, die aufgrund ihres Blasenreichtums (durchsetzt von vielen kleinen unregelmäßig geformten Vakuolen) nahezu bimsartig wirken. Gelegentlich lassen sich seltene Kristalle von Hornblende (Amphibol) und Plagioklas (Andesin) mit bloßem Auge erkennen. Unter dem Mikroskop können zwei Generationen von Mikrolithen unterschieden werden: Hornblende und Andesin als gröbere Fraktion, unter die sich kleinere Mikrolithen von Oligoklas und Pyroxen, ihrerseits umgeben von hellem Glas, gemischt haben.

## Eruptionsverlauf
Vulkanologische Untersuchungen ergaben folgenden Eruptionsverlauf am Puy de la Nugère:
- Stadium des „Alten Nugère“ – zwei sehr explosive strombolische Schlackenkegel entstehen, die Trachyte und sodann Trachyandesite zusammen mit Bruchstücken des kristallinen Grundgebirges auswerfen.
- Stadium des „Großen Nugère“ – ein sehr großer strombolischer Schlackenkegel baut sich auf, der teilweise seine beiden Vorgänger überlagert. Von ihm gehen die untersten vier Lavaströme aus (Trachybasalte gefolgt von Basalten).
- Stadium des „Neuen Nugère“ – während einer explosiven Phase entsteht ein 950 × 800 Meter messender Explosionskrater; gleichzeitig wird ein Aschenring aufgeworfen, der die Westseite des Nugère überdeckt. Im neugebildeten Krater sammelt sich ein Lavasee, der dann auf der Ost- und Nordseite überläuft und dadurch erstarrt.
- Stadium des „Puy de la Louve“ – am erstarrten Lavasee erscheinen vier strombolische Schlackenkegel, darunter der Puy de la Louve. Sie entsenden die letzten beiden Lavaströme mit trachyandesitischer Zusammensetzung, die nach bisherigem Kenntnisstand die letzten gesicherten vulkanischen Tätigkeiten am Puy de la Nugère darstellen.

## Alter
Vom Puy de la Nugère sind einige Tephralagen bekannt, darunter mehrere aus dem Allerød. Beispielsweise überdeckt der Tephrenkomplex CF1a/CF1b (Creux-Rouge-Tephra) den Zeitraum 14.000 bis 13.000 Jahre BP. Die La-Moutade-Tephra konnte mit 13.700 ± 400 Jahre BP (kalibriert) festgelegt werden. Die Cellule-Tephra wird zur Älteren Dryas (13.540 bis 13.360 Jahre BP) gerechnet. Eine auf 13.405 bis 13.090 Jahre BP datierte Tephra (kalibriert), ebenfalls vom Puy de la Nugère, konnte in einem Moor in den Monts du Forez und in Seen im Französischen Jura nachgewiesen werden. Im Jura tritt sie als zwei Lagen auf, die mit 13.420 bis 13.010 und 13.300 bis 12.880 Jahre BP abgeschätzt werden. Möglicherweise stammt auch die 12.010 ±150 Jahre BP alte Les-Roches-Tephra vom Puy de la Nugère.
Im Zusammenhang mit einer Untersuchung des Pierre de Volvic wurde eine Datation des letzten eruptiven Stadiums mittels Thermoluminiszenz an Plagioklas vorgenommen. Sie ergab 10.900 ± 1.200 Jahre BP. Diesem letzten Stadium des Puy de la Nugère werden mehrere Tephralagen im Cézallier zugewiesen, wie beispielsweise „Tephra 4“ von Godivelle-Nord 50 Kilometer weiter südlich, die ihrerseits auf 10.300 Jahre BP datiert werden konnte und somit eine gute zeitliche Übereinstimmung mit dem letzten Lavastrom des Stadiums 4 aufweist.
Insgesamt lässt sich somit erkennen, dass die vulkanischen Tätigkeiten am Puy de la Nugère spätestens um 14.000 Jahre BP begannen und mindestens bis 10.300 Jahre BP andauerten.

## Petrologie

### Mineralbestand
Der trachyandesitische Volvic-Stein, ein kaliumführender Benmoreit, besitzt als Phänokristalle Klinopyroxen, Plagioklas, Eisen-Titan-Oxid, Amphibol, Apatit und Zirkon. Als Mikrolithen liegen Olivin, Alkalifeldspat und Pigeonit vor.

### Chemische Zusammensetzung
An Gesteinen des Puy de la Nugère konnten folgende geochemische Analysen vorgenommen werden:
| Oxid Gew. % | Neuer Nugère Initialphase | Neuer Nugère Finalphase | Volvic-Stein K-Benmoreit | Alter Nugère Mugearit | Alter Nugère Trachyt | Cellule-Tephra Mugearit | Les-Roches-Tephra Benmoreit | Creux-Rouge-Tephra Trachyandesit | Godivelle-Tephra |
| ----------- | ------------------------- | ----------------------- | ------------------------ | --------------------- | -------------------- | ----------------------- | --------------------------- | -------------------------------- | ---------------- |
| SiO2        | 62,45                     | 56,98                   | 57,10                    | 52,20                 | 65,05                | 51,96                   | 53,60                       | 60,60                            | 55,48            |
| TiO2        | 1,01                      | 1,53                    | 1,12                     | 1,65                  | 0,50                 | 1,62                    | 1,86                        | 1,30                             | 1,67             |
| Al2O3       | 17,51                     | 17,56                   | 17,89                    | 17,65                 | 19,65                | 16,95                   | 18,50                       | 17,10                            | 19,36            |
| Fe2O3       | 2,39                      | 6,21                    | 6,83                     | 5,85                  | 3,25                 | 8,24                    | 5,80                        | 6,10                             |                  |
| FeO         | 1,81                      | 0,91                    |                          | 4,50                  |                      |                         |                             |                                  |                  |
| MnO         |                           |                         | 0,19                     | 0,20                  | 0,15                 | 0,19                    | 0,13                        | 0,08                             | 0,11             |
| MgO         | 1,11                      | 2,41                    | 1,94                     | 3,45                  | 0,75                 | 3,27                    | 1,99                        | 3,70                             | 1,82             |
| CaO         | 3,11                      | 5,16                    | 4,53                     | 7,15                  | 1,25                 | 7,36                    | 7,83                        | 2,90                             | 6,07             |
| Na2O        | 5,35                      | 4,68                    | 5,42                     | 4,30                  | 5,05                 | 4,50                    | 4,75                        | 2,50                             | 4,46             |
| K2O         | 3,71                      | 3,06                    | 3,40                     | 2,10                  | 3,90                 | 2,39                    | 2,80                        | 6,60                             | 4,86             |
| P2O5        | 0,21                      | 0,23                    | 0,55                     | 0,60                  | 0,10                 |                         |                             |                                  |                  |
| H2O         | 0,69                      | 0,50                    | 0,05                     | 0,10                  | 0,50                 | 1,56                    | 1,88                        | 0,08                             |                  |

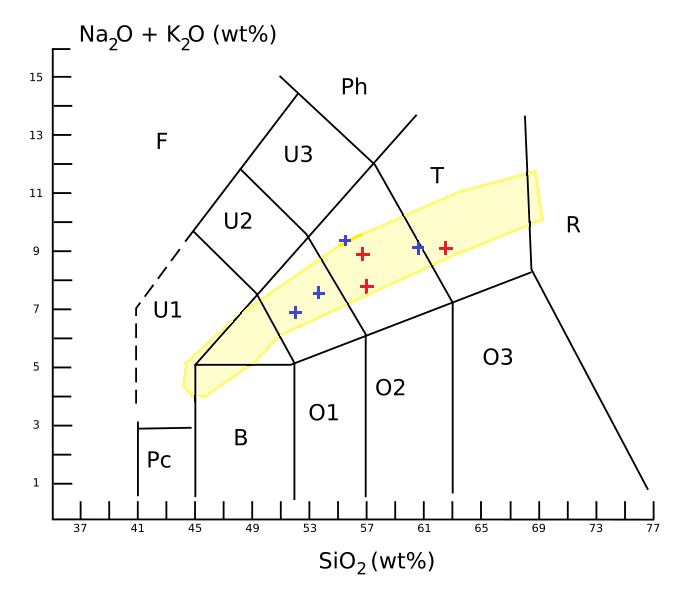
Gesteinszusammensetzungen vom Puy de la Nugère im TAS-Diagramm. Blaue Kreuze sind Tephren. Gelb hinterlegt die verwirklichten Zusammensetzungen in der gesamten Chaîne des Puys.

Der Volvic-Stein ist an Quarz untersättigt und enthält normativ kein Nephelin, jedoch Olivin. Es lassen sich für ihn folgende Normativkomponenten bestimmen: or 20,42 %, ab 46,60 %, an 14,69 %, wo 1,88 %, di 1,90 %, en 2,88, fs 4,32, ol 2,36, mt 1,50 %, il 2,16 % und ap 1,33 %. Das Gestein liegt somit im Grenzbereich zwischen den an SiO2-untersättigten zu den an SiO2-übersättigten Gliedern der alkalischen Fraktionierungsserie in der Chaîne des Puys – wobei die untersättigten Glieder durch normatives Nephelin und die übersättigten Glieder durch das Auftreten von Tridymit oder Cristobalit und normativem Olivin gekennzeichnet werden.